# Sari van Veenendaal
Sari van Veenendaal (pronunciación en neerlandés: /ˈsaːri vɑn ˈveːnəndaːl/; Nieuwegein, Utrecht; 3 de abril de 1990) es una exfutbolista neerlandesa. Jugaba como guardameta y su último equipo fue el PSV Eindhoven de la Eredivisie. Fue internacional con la Selección de Países Bajos, de la cual también fue la capitana.
Ganó la Eurocopa en 2017 y fue finalista del Mundial de 2019, en el que además fue elegida mejor portera del campeonato. En 2019 obtuvo el primer premio The Best a la mejor guardameta del mundo. Según sus propias palabras destacaba por sus reflejos y su capacidad de parar remates a corta distancia.
Tras finalizada la Eurocopa Femenina 2022, donde su país quedó eliminado en cuartos de final, anunció su retiro de las canchas.

## Trayectoria

### Inicios
Empezó a jugar al fútbol a los 12 años tras probar otros deportes, más tarde que la mayoría de las jugadoras profesionales. Entrenó por su cuenta fijándose en la jugadora estadounidense Hope Solo y no empezó a recibir entrenamiento específico de guardameta hasta que se unió al HvA voetbaltraject. Luego empezó a jugar a los 17 años en el F.C. Utretch , como suplente de Angela Christ, con el que ganó la Copa de Países Bajos en la temporada 2009-10. Solo pudo disputar un total de dos partidos ligueros mientras permaneció en el club, mientras estudiaba en la Universidad Johan Cruyff de Ámsterdam.

### Títulos con el Twente

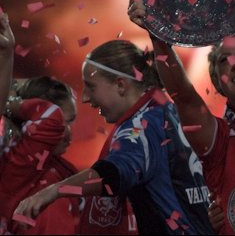
Sari van Veenendaal celebrando su primer título de liga en 2011

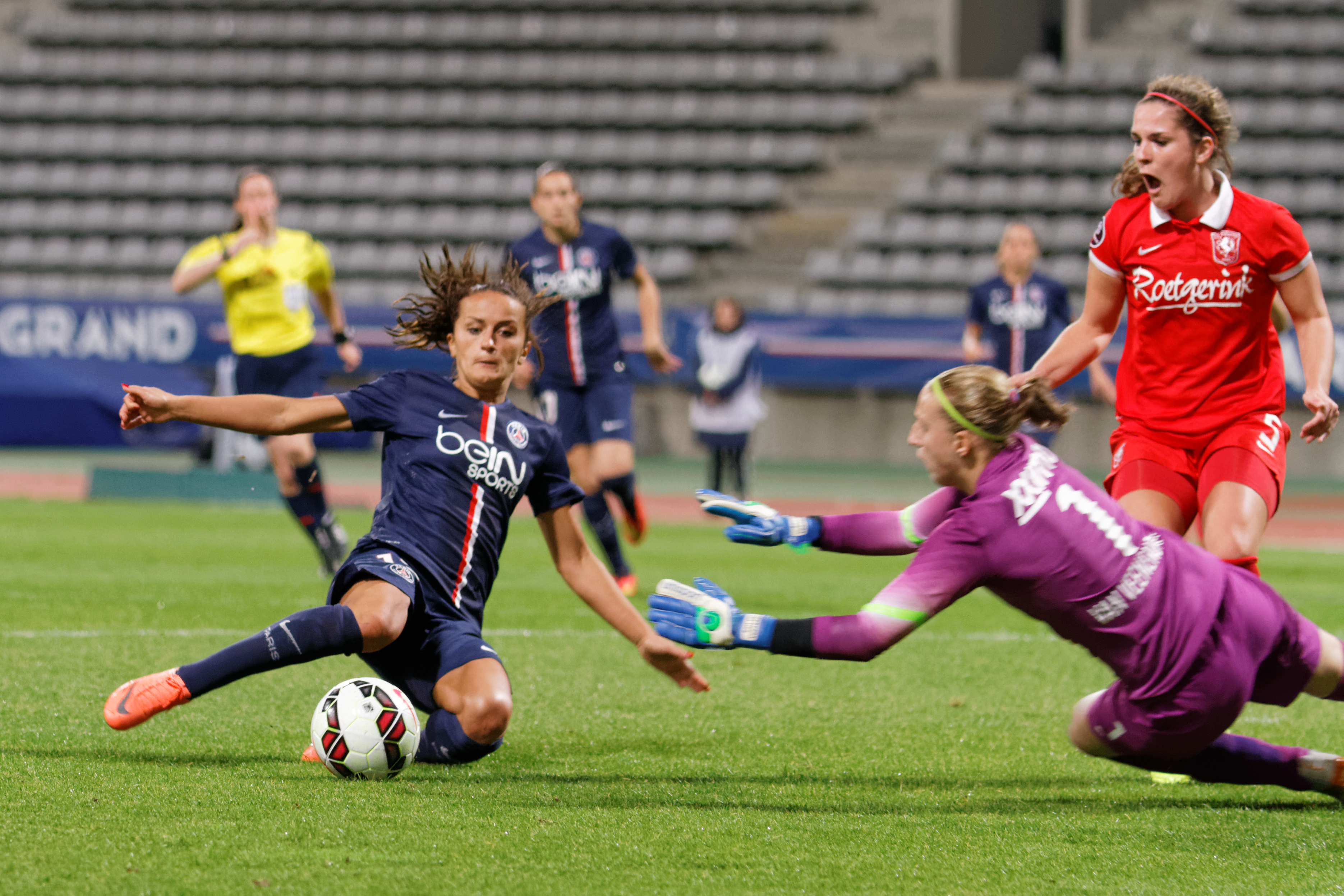
Jugando ante el P.S.G. en la Liga de Campeones en 2014

En 2010 fichó por el F.C. Twente, con el que debutó el 23 de septiembre con derrota por 2-0 ante el Heerenveen. Desde ese día fue la guardameta titular, disputando un total de 20 partidos y ganando la ganó la Eredivisie en su primera temporada al vencer al Willem II el 12 de mayo de 2011 ante 7,000 espectadores. En la Copa fueron eliminadas por el R.C.L.
En su segunda temporada perdieron la Supercopa BeNe que les enfrentó al campeón belga, el Standard de Lieja. Debutó el 29 de septiembre de 2011 en la Liga de Campeones en la ida de los dieciseisavos de final con derrota por 0-2 ante el WFC Rossiyanka. También perdieron el partido de vuelta en Rusia por 1-0, quedando eliminadas. Fueron subcampeonas de liga tras el ADO Den Haag. Van Veenendaal sufrió la única expulsión de su carrera en la décima jornada de liga. En la Copa cayeron en semifinales ante el VVV.
Las federaciones neerlandesa y belga decidieron unir sus campeonatos las siguientes temporadas. En la 2012-13 se disputó una primera fase doméstica de 8 equipos por federación, en la que el Twente quedó en primer lugar de la división neerlandesa. Posteriormente se disputó una segunda fase con los cuatro primeros equipos de cada división. El Twente volvió a resultar campeón en la segunda fase, ganado la primera Liga BeNe. En la Copa de Países Bajos fueron subcampeonas al caer en los penaltis ante el ADO Den Haag.
En la temporada 2013-14 se consolidó la unificación de la liga con un único grupo con equipos de ambos países. Volvió a ser campeona con el Twente con dos puntos de ventaja sobre el Standard de Lieja. En la Liga de Campeones pasaron a las rondas finales como segundas de grupo por detrás del Glasgow City y quedaron eliminadas por el todopoderoso Olympique de Lyon por un global de 10-0. En la Copa fueron eliminadas por penaltis por el Ajax en las semifinales.
En la temporada 2014-2015 quedaron en segunda posición en la Liga BeNe tras el Standard de Lieja y ganaron la Copa de los Países Bajos ante el Ajax. En la Liga de Campeones volvieron a caer en los dieciseisavos de final, esta vez por un margen más ajustado de 3-1, ante el P.S.G..

### Etapa en el Arsenal

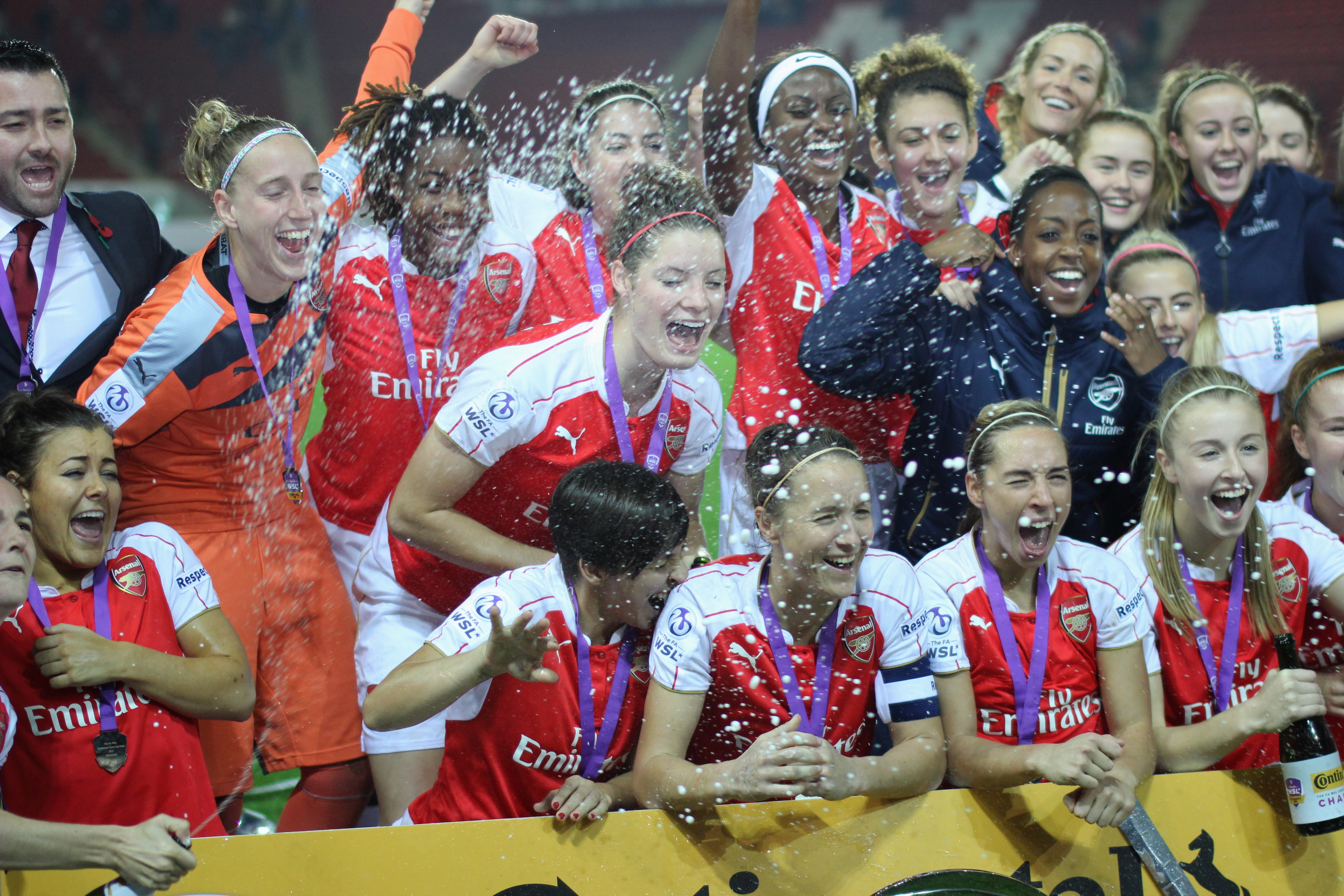
Van Veenendaal celebrando la Copa de la Liga en 2015

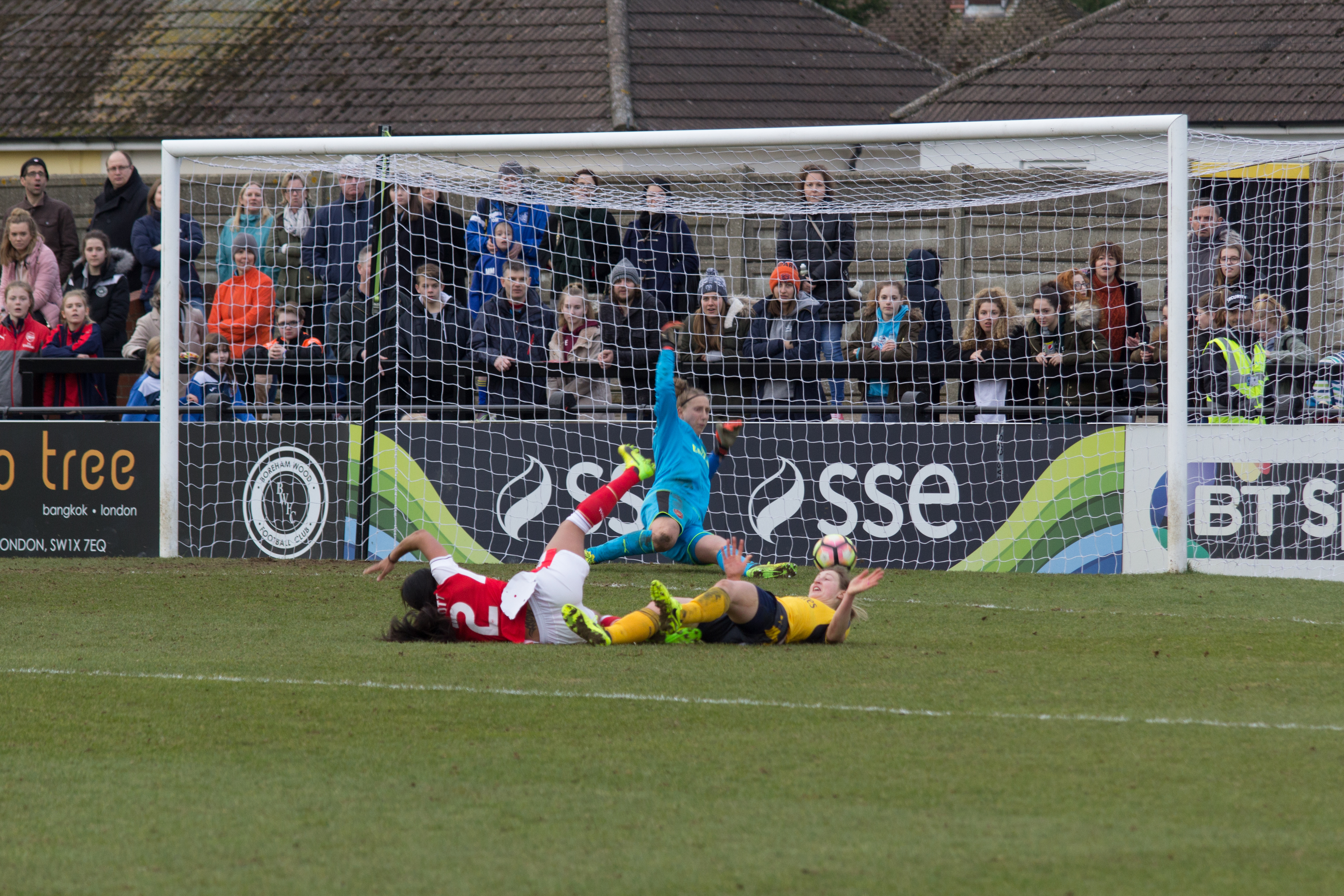
Jugando con el Arsenal en 2017

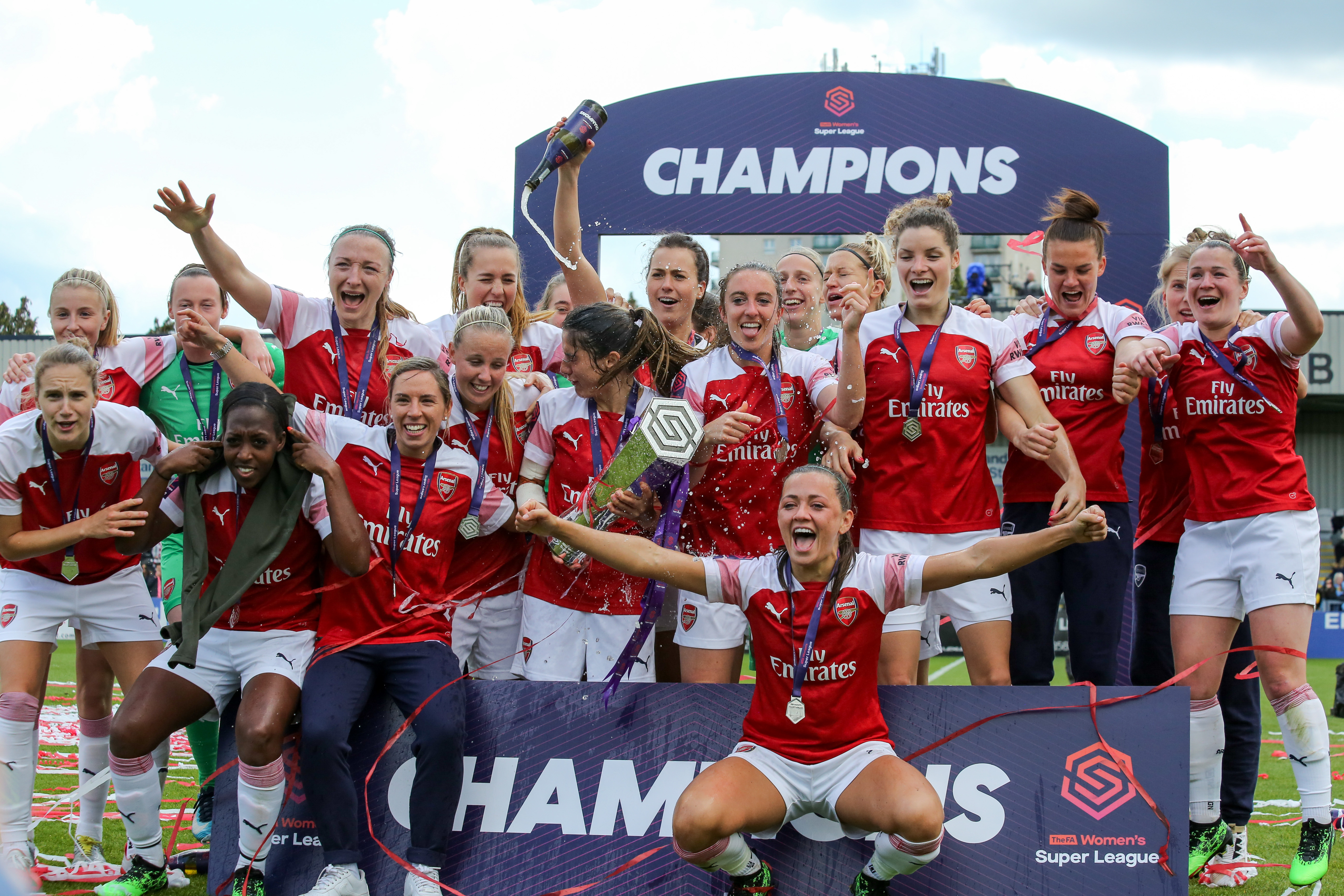
Las jugadoras del Arsenal celebran la liga de 2019

En verano de 2015 fichó por el Arsenal, club en el que fue titular nada más llegar. Debutó el 23 de julio de 2015 ante el Warford con victoria por 3-0 en la WSL Cup, título que acabaron ganando en la final ante el Notts County por 3-0. Disputó los 4 partidos que restaban a la Liga, debutando el 23 de agosto de 2015 en esta competición ante el Chelsea con derrota por 0-2. Acabaron en tercera posición.
En 2016 ganaron la FA Cup. Van Veenendaal fue decisiva pues en octavos y cuartos de final el Arsenal eliminó al Birmingham City y al Notts County en la tanda de penaltis. En la semifinal ganaron 7-0 al Sunderland y en la final al Chelsea por 1-0. En la Liga fue titular en los 16 partidos del campeonato, recibiendo solo 14 goles y contribuyendo a repetir el tercer puesto.
En 2017 la FA decidió adaptar el calendario y jugar las temporadas usando el formato europeo en lugar de usar los años naturales. Se jugó una Liga de tan solo 8 partidos, de los que Van Veenendaal disputó 7, repitiendo el tercer puesto. En la FA Cup quedaron eliminadas en los cuartos de final al perder por 1-0 ante el Birmingham City.
En la temporada 2017-18 volvieron a ganar la Copa de la Liga al ganar por 1-0 al Manchester City en la final. En octubre de 2017 el equipo cambió de entrenador, abandonando el club Pedro Martínez Losa, quien la trajo al equipo y llegando Joe Montemurro. Mantuvo la titularidad hasta final de temporada, jugando 14 de los 18 partidos de Liga, en la que volvieron a quedar en tercer lugar, y estuvo nominada a Jugadora del mes en marzo de 2018. Fue titular en la final de la FA Cup, en la que cayeron ante el Chelsea por 3-1.
En la temporada 2018-19 Joe Montemurro fichó a Pauline Peyraud-Magnin, procedente del Olympique de Lyon. Peyraud-Magnin empezó siendo titular en liga, pero en los últimos partidos de la temporada Van Veenendaal recuperó la titularidad al lesionarse la guardameta francesa en un amistoso con su selección, y ganaron la Liga por primera vez. Van Veenendaal disputó 7 de los 20 partidos de liga, encajando tan solo 2 goles. En la Copa de la Liga perdieron la final por penaltis ante el Manchester City. Jugó 5 de los 7 partidos, incluida la final, y recibió 3 goles, mientras que en la FA Cup jugó en los dieciseisavos de final en los que eliminaron al Crawley Wasps por 4-0 y permaneció en el banquillo en los octavos de final en los que cayeron ante el Chelsea por 3-0.

### Atlético de Madrid
El 20 de julio de 2019 fichó por el Atlético de Madrid. Compartió titularidad con Lola Gallardo y debutó con el Atlético ante el Spartak Subotica el 12 de septiembre de 2019 con victoria por 2-3 en la ida de los dieciseisavos de final de la Liga de Campeones. Durante ese verano fue nominada al primer premio The Best a la Mejor Portera del Año, que finalmente ganó y le fue entregado en la Gala de Milán de la FIFA el 23 de septiembre de 2019. En esa misma gala fue elegida en el once ideal de la temporada. Fue protagonista en la vuelta de la Liga de Campeones al detener un penalti en la segunda parte. El Atlético pasó a octavos tras empatar a uno en casa. El 22 de octubre la revista France Football anunció que Van Veenendaal era una de las 20 candidatas a ganar el Balón de Oro. Debido a su rendimiento junto a sus buenas actuaciones en el Mundial de Francia también fue elegida mejor portera por la Federación Internacional de Estadística e Historia (IFFHS). The Guardian la eligió entre las 20 mejores futbolistas del año y primera guardameta de la lista. Jugó 10 de los 21 partidos de liga antes de que se suspendiera con motivo de la pandemia del Covid-19 y quedando subcampeona de liga. También jugó el partido de Copa de la Reina ante el Betis en el que pasaron las sevillanas al vencer en la tanda de penaltis.

### PSV Eindhoven
El 14 de mayo de 2020 el PSV Eindhoven anunció su fichaje por una temporada.

## Selección

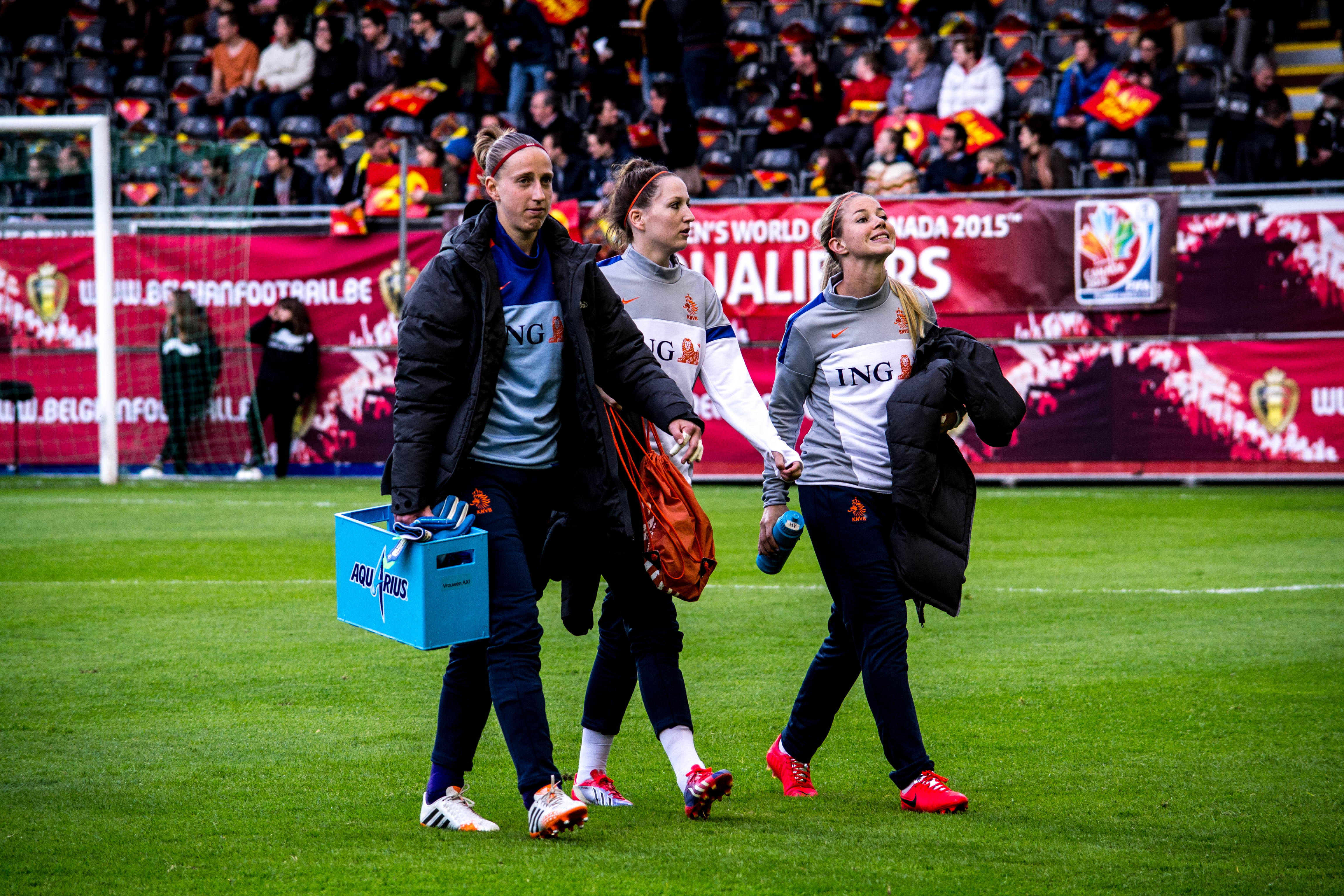
Van Veenendaal con la Selección en un partido contra Bélgica

### Inicios
Debutó con la Selección de Países Bajos el 7 de marzo de 2011 con una victoria por 6-0 sobre Chipre en la Copa Chipre. Empezó a ser habitual en las convocatorias de la Selección y jugar algunos amistosos. Fue convocada para participar en la Eurocopa de 2013, pero Loes Geurts fue la portera elegida por el seleccionador para los tres encuentros de la fase de grupos y Van Veenendaal no disputó ningún minuto.
También fue convocada para el Mundial de 2015. Tras ser suplente de Geurts en el primer partido en el que Países Bajos venció a Nueva Zelanda por 1-0, el 11 de junio jugó el segundo partido de la fase de grupos ante China por lesión de Geurts. El partido fue muy emocionante y Van Veenendaal tuvo una actuación destacada pues China disparó en 10 ocasiones entre los tres palos pero solo pudo marcar en el descuento, derrotando a las neerlandesas por 1-0. Geurts, ya recuperada de su lesión, volvió a la titularidad en el tercer partido en el que las neerlandesas empataron a un gol ante las anfitrionas, clasificándose para los octavos de final como terceras de grupo. En los octavos de final ante Japón el seleccionador volvió a elegir a Geurts para proteger la portería. Las japonesas vencieron por 2-1 y eliminaron a Países Bajos del Mundial.

### Eurocopa de 2017
Como anfitriona, Países Bajos estaba exenta de disputar la fase de clasificación de la Eurocopa de 2017. Van Veenendaal fue la portera titular de los partidos preparatorios, en los que la Federación Neerlandesa eligió a rivales de primer nivel mundial, como Estados Unidos, Alemania o Francia. En la Eurocopa fue titular y solo encajó 3 goles en 6 partidos. En la fase de grupos mantuvo su puerta imbatida ante Noruega (1-0) y Dinamarca (1-0), donde además fue elegida mejor jugadora del partido, y solo encajó un gol ante Bélgica (2-1). En los cuartos de final y semifinales volvió a mantener su portería a cero ante Suecia (2-0) e Inglaterra (3-0). En la final volvieron a enfrentarse a Dinamarca, ganando en esta ocasión por 4-2 y proclamándose campeonas. Van Veenendaal fue elegida en el Once Ideal del torneo. Tras el torneo todo el equipo fue recibido por el primer ministro Mark Rutte y la ministra de Deportes Edith Schippers y fueron nombradas Caballeras de la Orden de Orange-Nassau.

### Mundial de 2019
Van Veenendaal fue titular en la fase de clasificación siendo titular en 7 de los 8 partidos, encajando solo dos goles en uno de los partidos ante Noruega. Quedaron en segunda posición del grupo y jugaron unos play offs en los que se clasificaron tras eliminar a Dinamarca y Suiza, en los que no participó Van Veenendaal.
Entremedias, disputaron la Copa Algarve de 2018, en la que Van Veenendaal disputó dos partidos. Debían disputar la final contra Suecia, pero el partido fue cancelado por mal tiempo y se otorgó el campeonato a ambas selecciones.
Países Bajos quedó encuadrada en el Grupo E de la fase final del Mundial de 2019. Van Veenendaal fue titular en los 7 partidos que jugó la selección neerlandesa en el torneo. Debutaron el 11 de junio de 2019 ante Nueva Zelanda con victoria por 1-0. En el segundo partido vencieron sobre Camerún por 3-1. En el partido para decidir quién quedaba como campeón de grupo vencieron por 2-1 a Canadá.
En los octavos de final eliminaron a Japón gracias a un gol de penalti en el descuento, tras una buena parada de Van Veenendaal a Yuka Momiki en el minuto 80. En los cuartos de final consiguió mantener su portería a cero ante Italia y vencieron por 2-0. En la semifinal se enfrentaron a Suecia. Sus buenas actuaciones hasta el momento hicieron que los aficionados neerlandeses creasen el cántico "Wij zijn niet bang, want Sari is erbij!" (¡No tenemos miedo, porque tenemos a Sari!). Durante el partido volvió a tener una actuación destacada y conseguir mantener su puerta imbatida, con lo que los 90 minutos reglamentarios concluyeron sin goles. En la prórroga un gol de Jackie Groenen metieron a Países Bajos en la final. Van Veenendaal acabó el partido con una mano inflamada pero se recuperó a tiempo para la final.
El 7 de julio de 2019 se disputó la final del campeonato entre Países Bajos y Estados Unidos. En la previa del partido las jugadoras estadounidenses destacaron a Van Veenendaal como una de las jugadoras claves de las neerlandesas. Durante la final la portera logró mantener la puerta a cero en la primera mitad, pero en la segunda parte un penalti revisado por el VAR permitió a Megan Rapinoe adelantar a las norteamericanas en el marcador, seguido por otro gol de Rose Lavelle pocos minutos después. Con 2-0 Estados Unidos ganó el Mundial. Tras el partido Sari van Veenendaal fue elegida Guante de Oro a la Mejor Portera del torneo, tras haber hecho 21 paradas en 26 tiros recibidos.

## Estadísticas

### Clubes
Actualizado al último partido jugado el 1 de marzo de 2020.
| Club | Div.             | Temporada     | Liga  | Liga  | Liga   | Copas nacionales(1) | Copas nacionales(1) | Copas nacionales(1) | Copas internacionales(2) | Copas internacionales(2) | Copas internacionales(2) | Total | Total | Total  | Media goleadora(3) |
| Club | Div.             | Temporada     | Part. | Goles | Asist. | Part.               | Goles               | Asist.              | Part.                    | Goles                    | Asist.                   | Part. | Goles | Asist. | Media goleadora(3) |
| --- | ---------------- | ------------- | ----- | ----- | ------ | ------------------- | ------------------- | ------------------- | ------------------------ | ------------------------ | ------------------------ | ----- | ----- | ------ | ------------------ |
| FC Utrecht · Países Bajos |                  |               |       |       |        |                     |                     |                     |                          |                          |                          |       |       |        |                    |
| Eredivisie | 2008-09          | 2             | 0     | 0     |        |                     |                     | -                   | -                        | -                        |                          |       |       |        |                    |
| Eredivisie | 2009-10          | 0             | 0     | 0     |        |                     |                     | -                   | -                        | -                        |                          |       |       |        |                    |
| Total club | Total club       | 2             | 0     | 0     |        |                     |                     | 0                   | 0                        | 0                        |                          |       |       |        |                    |
| FC Twente · Países Bajos |                  |               |       |       |        |                     |                     |                     |                          |                          |                          |       |       |        |                    |
| Eredivisie | 2010-11          | 20            | -15   | 0     | 2      | -1                  | 0                   | -                   | -                        | -                        | 22                       | -16   | 0     | 0,73   |                    |
| Eredivisie | 2011-12          | 17            | -19   | 0     | 4      | -5                  | 0                   | 2                   | -3                       | 0                        | 23                       | -27   | 0     | 1,17   |                    |
| Liga BeNe | 2012-13          | 28            | -22   | 0     | 4      | -5                  | 0                   | -                   | -                        | -                        | 32                       | -27   | 0     | 0,84   |                    |
| Liga BeNe | 2013-14          | 24            | -19   | 0     | 3      | -4                  | 0                   | 4                   | -12                      | 0                        | 31                       | -35   | 0     | 1,13   |                    |
| Liga BeNe | 2014-15          | 23            | -12   | 0     | 4      | -5                  | 0                   | 2                   | -3                       | 0                        | 29                       | -20   | 0     | 0,69   |                    |
| Total club | Total club       | 112           | -87   | 0     | 17     | -20                 | 0                   | 8                   | -18                      | 0                        | 137                      | -125  | 0     | 0,91   |                    |
| Arsenal Inglaterra |                  |               |       |       |        |                     |                     |                     |                          |                          |                          |       |       |        |                    |
| Super League | 2015             | 4             | -3    | 0     | 7      | -3                  | 0                   | 0                   | 0                        | 0                        | 11                       | -6    | 0     | 0,55   |                    |
| Super League | 2016             | 16            | -14   | 0     | 4      | -3                  | 0                   | 0                   | 0                        | 0                        | 20                       | -17   | 0     | 0,85   |                    |
| Super League | 2017             | 7             | -7    | 0     | 2      | -1                  | 0                   | 0                   | 0                        | 0                        | 9                        | -8    | 0     | 0,89   |                    |
| Super League | 2017-18          | 14            | -17   | 0     | 6      | -7                  | 0                   | 0                   | 0                        | 0                        | 20                       | -24   | 0     | 1,20   |                    |
| Super League | 2018-19          | 7             | -2    | 0     | 6      | -3                  | 0                   | -                   | -                        | -                        | 13                       | -5    | 0     | 0,38   |                    |
| Total club | Total club       | 48            | -43   | 0     | 25     | -17                 | 0                   | 0                   | 0                        | 0                        | 73                       | -60   | 0     | 0,82   |                    |
| Atlético de Madrid · España | Primera división | 2019-20       | 10    | -6    | 0      | 1                   | 0                   | 0                   | 4                        | -5                       | 0                        | 15    | -11   | 0      | 0,73               |
| Atlético de Madrid · España | Total club       | Total club    | 10    | -6    | 0      | 1                   | 0                   | 0                   | 4                        | -5                       | 0                        | 15    | -11   | 0      | 0,73               |
| Total carrera | Total carrera    | Total carrera | 172   | -136  | 0      | 43                  | -37                 | 0                   | 12                       | -23                      | 0                        | 227   | -196  | 0      | 0,86               |
| (1) Incluye datos de Copas de los Países Bajos, Supercopa BeNe, WSL y FA Cup y Copa de la Reina (2) Incluye datos de la Liga de Campeones (3) No incluye goles en partidos amistosos. |                  |               |       |       |        |                     |                     |                     |                          |                          |                          |       |       |        |                    |

### Selección
Actualizado al último partido jugado el 10 de marzo de 2020.
| Selecciones                                                                                                | Año           | Europeo(4) | Europeo(4) | Europeo(4) | Mundial (4) | Mundial (4) | Mundial (4) | Amistosos | Amistosos | Amistosos | Total | Total | Total  | Media goleadora |
| Selecciones                                                                                                | Año           | Part.      | Goles      | Asist.     | Part.       | Goles       | Asist.      | Part.     | Goles     | Asist.    | Part. | Goles | Asist. | Media goleadora |
| --- | ------------- | ---------- | ---------- | ---------- | ----------- | ----------- | ----------- | --------- | --------- | --------- | ----- | ----- | ------ | --------------- |
| Abs · Países Bajos                                                                                         | 2011          | 0          | 0          | 0          | 0           | 0           | 0           | 2         | 2         | 0         | 2     | 2     |        | 1,00            |
| Abs · Países Bajos                                                                                         | 2012          | 0          | 0          | 0          | -           | -           | -           | 2         | 3         | 0         | 2     | 3     |        | 1,50            |
| Abs · Países Bajos                                                                                         | 2013          | 0          | 0          | 0          | 0           | 0           | 0           | 2         | 2         | 0         | 2     | 2     |        | 1,00            |
| Abs · Países Bajos                                                                                         | 2014          | -          | -          | -          | 2           | 1           | 0           | 2         | 3         | 0         | 4     | 4     |        | 1,00            |
| Abs · Países Bajos                                                                                         | 2015          | -          | -          | -          | 1           | 1           | 0           | 5         | 5         | 0         | 6     | 6     |        | 1,00            |
| Abs · Países Bajos                                                                                         | 2016          | -          | -          | -          | -           | -           | -           | 10        | 21        | 0         | 10    | 21    |        | 2,10            |
| Abs · Países Bajos                                                                                         | 2017          | 6          | 3          | 0          | 2           | 0           | 0           | 6         | 4         | 0         | 14    | 7     |        | 0,50            |
| Abs · Países Bajos                                                                                         | 2018          | -          | -          | -          | 5           | 2           | 0           | 3         | 2         | 0         | 8     | 4     |        | 0,50            |
| Abs · Países Bajos                                                                                         | 2019          | 6          | 3          | 0          | 7           | 5           | 0           | 5         | 2         | 0         | 18    | 10    |        | 0,56            |
| Abs · Países Bajos                                                                                         | 2020          | 0          | 0          | 0          | -           | -           | -           | 1         | 3         | 0         | 1     | 3     |        | 3,00            |
| Total carrera                                                                                              | Total carrera | 12         | 6          | 0          | 17          | 9           | 0           | 38        | 39        | 0         | 67    | 62    |        | 0,93            |
| (4) Se incluyen partidos en fases clasificatorias, no incluye Torneo de Exentos ni Torneo Desarrollo UEFA. |               |            |            |            |             |             |             |           |           |           |       |       |        |                 |

#### Participaciones en Mundiales
| Competición     | Categoría          | Sede    | Resultado        | Partidos | Goles |
| --------------- | ------------------ | ------- | ---------------- | -------- | ----- |
| Mundial de 2015 | Selección absoluta | Canadá  | Octavos de final | 1        | -1    |
| Mundial de 2019 | Selección absoluta | Francia | Subcampeonas     | 7        | -5    |
| Total           | –                  | –       | –                | 8        | -6    |

#### Participaciones en Eurocopas
| Competición            | Categoría          | Sede         | Resultado      | Partidos | Goles |
| ---------------------- | ------------------ | ------------ | -------------- | -------- | ----- |
| Eurocopa Femenina 2013 | Selección absoluta | Suecia       | Fase de grupos | 0        | 0     |
| Eurocopa Femenina 2017 | Selección absoluta | Países Bajos | Campeonas      | 6        | -3    |
| Total                  | –                  | –            | –              | 6        | -3    |

## Títulos

### Campeonatos nacionales
| Título                  | Club       | País                   | Temporada |
| ----------------------- | ---------- | ---------------------- | --------- |
| Copa KNVB               | FC Utrecht | Países Bajos           | 2009-10   |
| Eredivisie              | FC Twente  | Países Bajos           | 2010-11   |
| Liga BeNe               | FC Twente  | Países Bajos · Bélgica | 2012-13   |
| Liga BeNe               | FC Twente  | Países Bajos · Bélgica | 2013-14   |
| Copa KNVB               | FC Twente  | Países Bajos           | 2014-15   |
| FA WSL Cup              | Arsenal    | Inglaterra             | 2014-15   |
| FA Women's Cup          | Arsenal    | Inglaterra             | 2015-16   |
| FA WSL Cup              | Arsenal    | Inglaterra             | 2017-18   |
| FA Women's Super League | Arsenal    | Inglaterra             | 2018-19   |

### Campeonatos internacionales
| Título       | Equipo                    | Sede         | Año  |
| ------------ | ------------------------- | ------------ | ---- |
| Eurocopa     | Selección de Países Bajos | Países Bajos | 2017 |
| Copa Algarve | Selección de Países Bajos | Portugal     | 2018 |

### Distinciones individuales
| Distinción                                                                            | Año  |
| ------------------------------------------------------------------------------------- | ---- |
| Mejor Jugadora del Partido Países Bajos-Dinamarca en la fase de grupos de la Eurocopa | 2017 |
| Once Ideal de la Eurocopa                                                             | 2017 |
| Caballera de la Orden de Orange-Nassau                                                | 2017 |
| Guante de Oro del Mundial                                                             | 2019 |
| FIFA The Best - Mejor Guardameta                                                      | 2019 |
| FIFPro World11 Femenino                                                               | 2019 |
| Nominada al Balón de Oro                                                              | 2019 |
| Mejor portera según la IFFHS                                                          | 2019 |
| 20.ª mejor jugadora del mundo según The Guardian                                      | 2019 |